# 송도 더샵 센텀하이브
더샵송도센텀하이브(영어: THE SHARP Songdo Centum Hive)는 대한민국 인천광역시 연수구 송도국제도시 (송도동)에 위치한 마천루이다. 층수는 지상 39층, 지하 5층, 높이는 182m이다. 업무시설과 오피스텔으로 구성되어 있다. 포스코와 디에이가 건설하고 자산관리위탁사는 투게더투자운용(주), 분양관리수탁사는 (주)무궁화신탁이다. 2022년에 착공한 후 2025년 1월에 완공된다.

## 역사
2021년 7월 송도 국제업무단지 B5블록에 송도 센텀하이브를 분양한다. 평균 26.3대 1의 경쟁률을 기록했다. 8월에는 오피스텔을 분양한다. 이후 전 세대 청약이 마감되었다. 10월에는 스트리트몰 분양이 완료되었다. 2022년에 착공하여 2025년 1월에 완공할 예정이다.

## 구성
| 명칭     | 층수 |
| -------- | ---- |
| 업무시설 | 39층 |
| 오피스텔 | 29층 |

## 높이
라이프오피스의 높이는 182m이고 39층으로 구성될 예정이다. 포스코 E&C 타워(39층, 185m), 부영송도타워(39층, 185m)와 비교하면 층수는 비슷하고 높이는 3m 가량 낮다. 송도에는 업무지구가 있는데 2010년 이후에 완공된 오피스 빌딩들이 많다. 2025년 1월에는 지상 30층 이상, 높이 182m로 구성되는 송도 더샵 센텀하이브가 완공된다.

## 특징
들어서는 오피스는 송도센텀하이브 라이프오피스다. 업무지구 중심자리가 있는데 포스코 E&C 타워(39층, 185m), 부영송도타워(39층, 185m), 송도 IBS타워(35층, 155m), G타워(33층, 150m) 등 비즈니스 단지 관련 업무시설이 들어선 후 센텀하이브가 완공되면 라이프오피스가 들어선다. 라이프오피스는 라이프오피스 특화설계하고 섹션오피스고 1,620실이 있다. 오피스텔은 전호실 복층형, 테라스, 3-Bay 설계고 387실이 있다.
바다 뷰, 호수 뷰, 공원 뷰, 도시 뷰 조망이 가능한 오피스다. 조망이 가능한 것은 바다, 공원, 아파트, 빌딩 등이 있다. 섹션오피스는 입주사 용도에 맞게 분할 또는 조합이 가능하다. 업무시설 출입구, 근생 출입구, 공개공지, 주차장 진출입구, 오피스텔 출입구가 있다.
오피스텔에는 피트니스센터, 코인세탁실 & 휴게실이 들어선다.

## 내부 시설

### A동
| 층수                | 시설       |
| ------------------- | ---------- |
| 4층 ~ 39층          | 업무시설   |
| 2층 ~ 3층           | 스트리트몰 |
| 1층                 | 로비       |
| 지하 5층 ~ 지하 1층 | 지하주차장 |

### B동
| 층수                | 시설       |
| ------------------- | ---------- |
| 10층 ~ 39층         | 오피스텔   |
| 2층 ~ 9층           | 스트리트몰 |
| 1층                 | 로비       |
| 지하 5층 ~ 지하 1층 | 지하주차장 |

## 같이 보기
- 대한민국의 마천루 목록
- 인천광역시의 마천루 목록